# San Cristóbal-szigeti csillagosgalamb
A San Cristóbal-szigeti csillagosgalamb (Gallicolumba salamonis) a madarak osztályának galambalakúak (Columbiformes) rendjéhez és a galambfélék (Columbidae) családjához tartozó  faj volt.

## Előfordulása
A Salamon-szigetekhez tartozó San Cristóbal (Makira) szigetén élt. Feltehetően a 20. század első felében halt ki, a túlzott vadászatnak és a ragadozóknak (macskáknak, patkányoknak) köszönhetően. Talajon élt, így ezen ragadozók könnyel elejthették.

## Megjelenése
Testhossza 26 centiméter volt. Tollazata és csőre barna, lába piros volt.